# Route nationale 512
Pour les articles homonymes, voir Route 512.
La route nationale 512 ou RN 512 était une route nationale française reliant Grenoble à Sévrier.
À la suite de la réforme de 1972, elle a été déclassée en RD 512 dans l'Isère et en RD 912 en Savoie et en Haute-Savoie.

## Ancien tracé de Grenoble à Chambéry (D 512 & D 912)
- Grenoble (km 0)
- Col de Vence
- Le Sappey-en-Chartreuse (km 9)
- Col de Palaquit
- Col de Porte (km 13)
- Saint-Pierre-de-Chartreuse (km 23)
- Col du Cucheron (km 26)
- Saint-Pierre-d'Entremont (Isère) (km 35)
- Saint-Pierre-d'Entremont (Savoie) (km 35)
- Entremont-le-Vieux (km 40)
- Col du Granier (km 44)
- Pas de la Fosse (km 50)
- Chambéry (km 60)

## Ancien tracé de Chambéry à Sévrier (D 912)

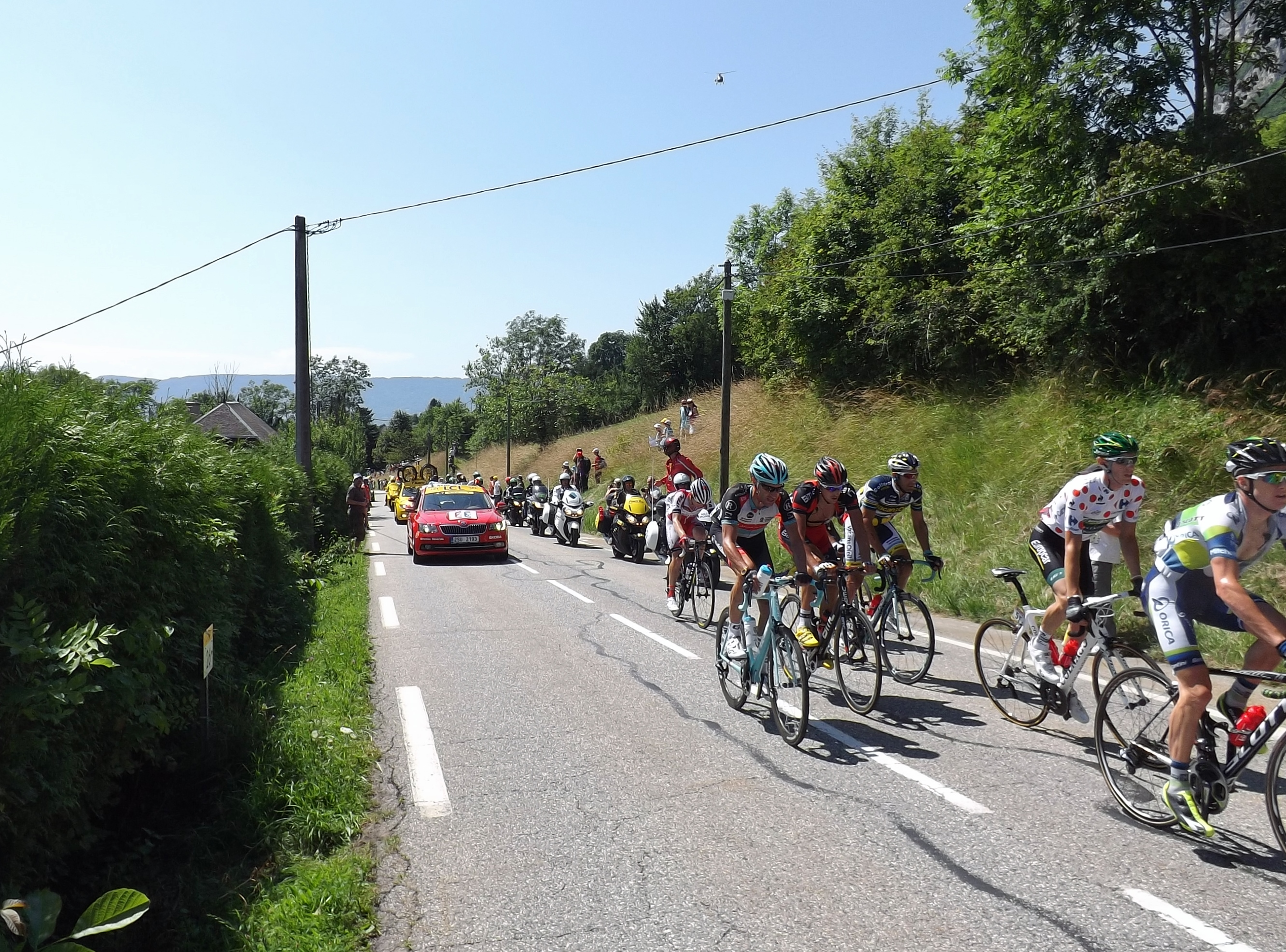
Passage du Tour de France 2013 sur la RD 912 à Saint-Jean-d'Arvey.

- Chambéry (km 60)
- Saint-Jean-d'Arvey (km 68)
- Les Déserts (km 73)
- Col de Plainplais (km 77)
- Le Noyer (km 83)
- Lescheraines (km 90)
- Col de Leschaux (km 98)
- Sévrier (km 110)